# Ligne de Bort-les-Orgues à Neussargues
La ligne de Bort-les-Orgues à Neussargues est une ligne de chemin de fer de montagne établie sur les départements de la Corrèze et du Cantal en régions Limousin et Auvergne. Mise en service en 1908 par la Compagnie du chemin de fer de Paris à Orléans (PO) afin de compléter une radiale entre Paris et la Méditerranée, elle est reprise en 1938 par la SNCF puis fermée à tout trafic en 1991. Elle est toujours à l'inventaire du réseau ferré national sous le statut de ligne non exploitée (elle n'est pas déclassée).
Elle constitue la ligne n° 721 000 du réseau ferré national.
Depuis 1997, l'association des Chemins de fer de Haute-Auvergne (CFHA) fait circuler des trains touristiques en saison entre les gares de Riom-ès-Montagnes et Lugarde - Marchastel sous le nom de Gentiane express.

## Histoire

### Construction et mise en service
Le conseil général du Cantal discute en 1872 de prolonger la ligne de Marvejols à Neussargues. La loi du 17 juillet 1879 (dite plan Freycinet) portant classement de 181 lignes de chemin de fer dans le réseau des chemins de fer d’intérêt général retient en n° 108, une ligne de « Bort à Neussargues (Cantal) ».
La Compagnie du chemin de fer de Paris à Orléans (PO) obtient par une convention signée avec le Ministre des travaux publics le 17 juin 1892 la concession à titre éventuel d'une ligne de Bort-les-Orgues à Neussargues. Cette convention a été entérinée par une loi le 20 mars 1893,. La ligne a été déclarée d'utilité publique et concédée à titre définitif par une loi le 15 avril 1898,.
L'ingénieur en chef du PO, Paul Séjourné, fait plusieurs études de tracés avant d'établir le plan définitif de la voie ferrée qui traverse une région difficile sur les départements de la Corrèze et du Cantal. Les travaux, pour une voie unique à écartement normal de 1 435 mm, débutent en 1901. Les mises en service vont s'échelonner sur quelques mois avec une ouverture le 2 décembre 1907, de deux sections situées aux extrémités : de Bort-les-Orgues à Riom-ès-Montagnes et de Allanche à Neussargues. La construction s'achève le 11 mai 1908, avec la mise en service du tronçon central, entre Riom-ès-Montagnes et Allanche s'élevant parfois à plus de 1 000 m d'altitude, lequel permet l'ouverture de la totalité de la ligne de la gare de Bort-les-Orgues à la gare de Neussargues inaugurée le 11 mai 1908, en présence de Louis Barthou, ministre des travaux publics.

### Fermeture
La mise en eau du barrage de Bort-les-Orgues en 1950 a noyé une partie de la section d'Eygurande - Merlines à Bort-les-Orgues de la ligne de Bourges à Miécaze. Bort-les-Orgues est ainsi devenu une gare en cul-de-sac ce qui a conduit à une lente agonie de la ligne privée d'un trafic en direction du nord. La ligne de substitution prévue entre Ussel et Bort a pourtant été entreprise (début du percement du tunnel de la Fourcherie) mais les travaux ont été rapidement abandonnés.
La ligne a été fermée au service des voyageurs le 26 mai 1990 et au trafic des marchandises le 31 août 1991.

### Train touristique
Des passionnés décident de fonder l'Association des chemins de fer de la Haute-Auvergne (CFHA) et d'exploiter une partie de la ligne en chemin de fer touristique pour le Tour du Cantal en train. Pour cela, l'association fait circuler des autorails sous le nom de « Gentiane express ».

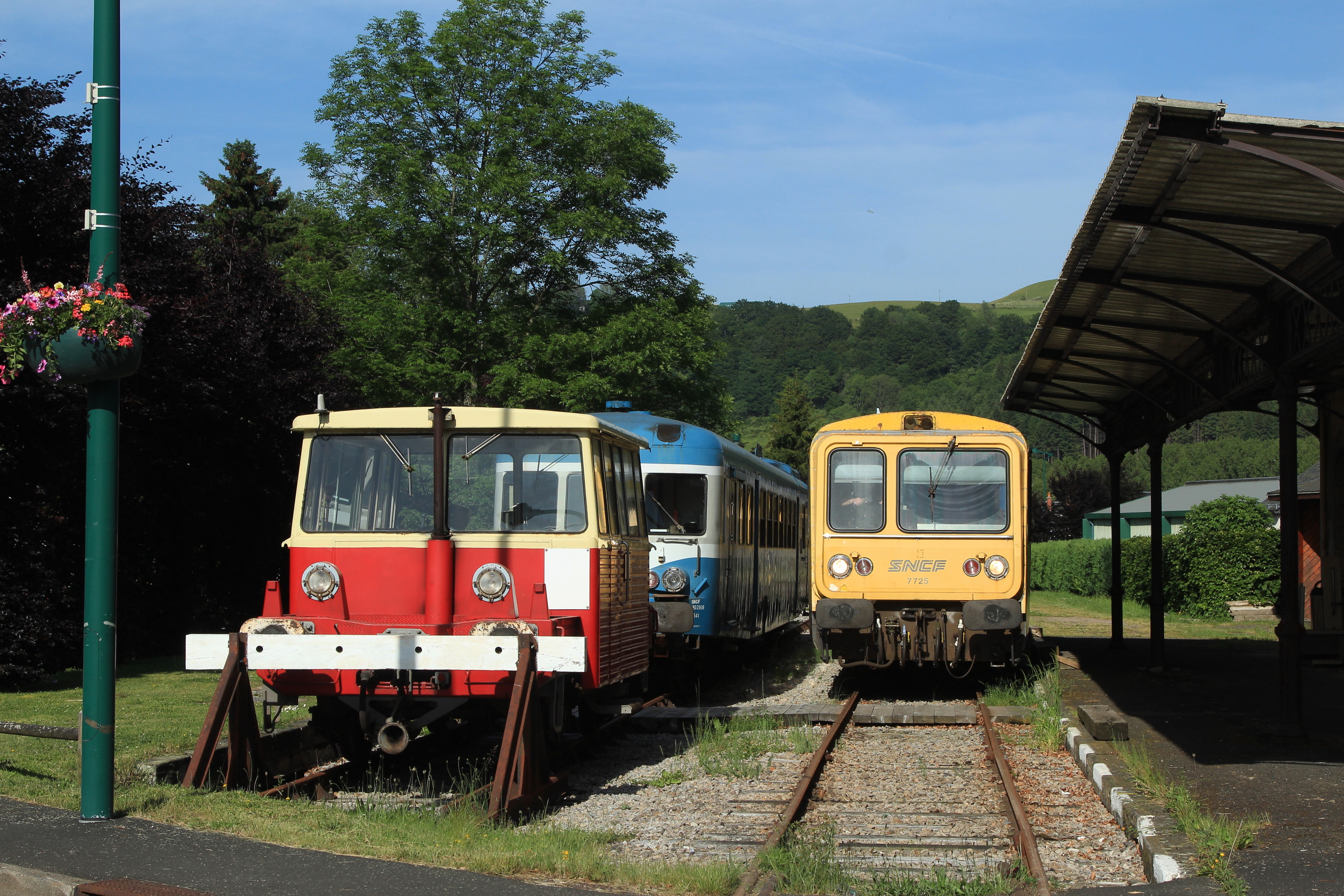
Matériel historique en gare de Riom-ès-Montagnes.
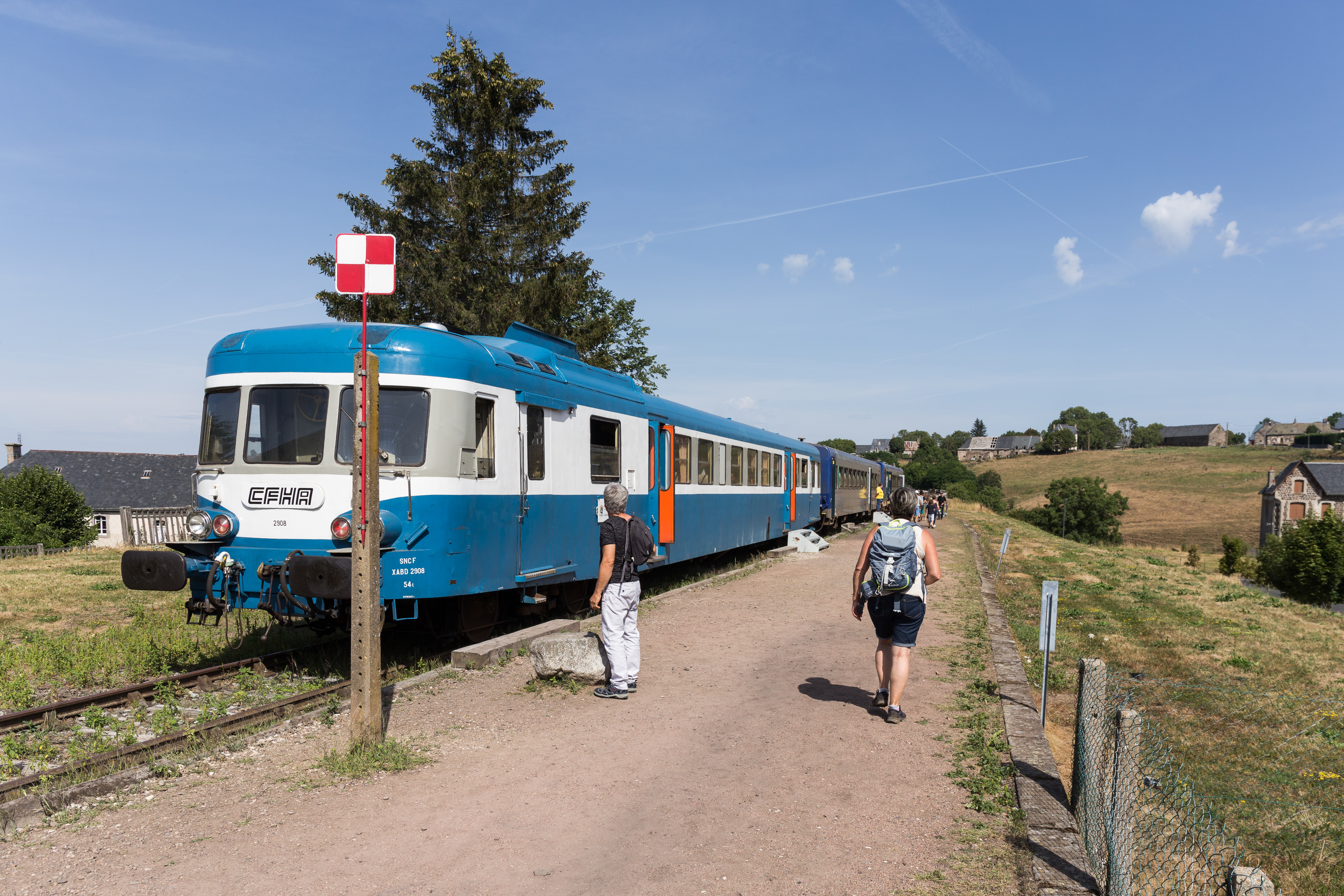
En gare de Lugarde - Marchastel en 2020.

## Ouvrages d'art
Ils sont nombreux sur cette ligne au parcours accidenté, notamment :
- le viaduc de Salsignac, long de 189,4 m ;
- le tunnel de l'Estampe, long de 1448 m ;
- le viaduc de Barajol, long de 317 mètres et haut de 57 mètres, inscrit à l'inventaire des Monuments historiques, situé à Saint-Amandin (Cantal).;
- le viaduc de Lugarde, long de 153 m.

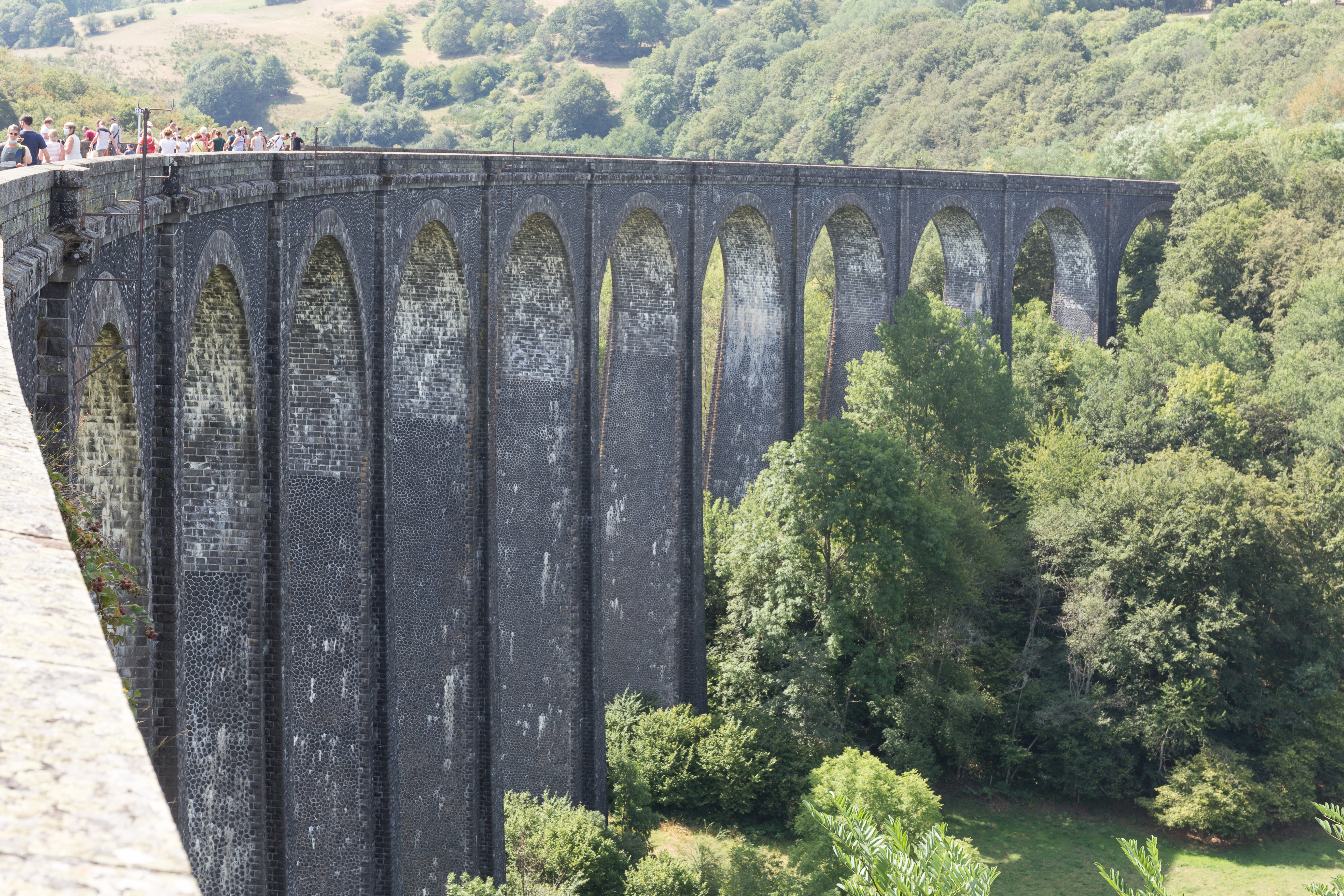
Le viaduc de Barajol.
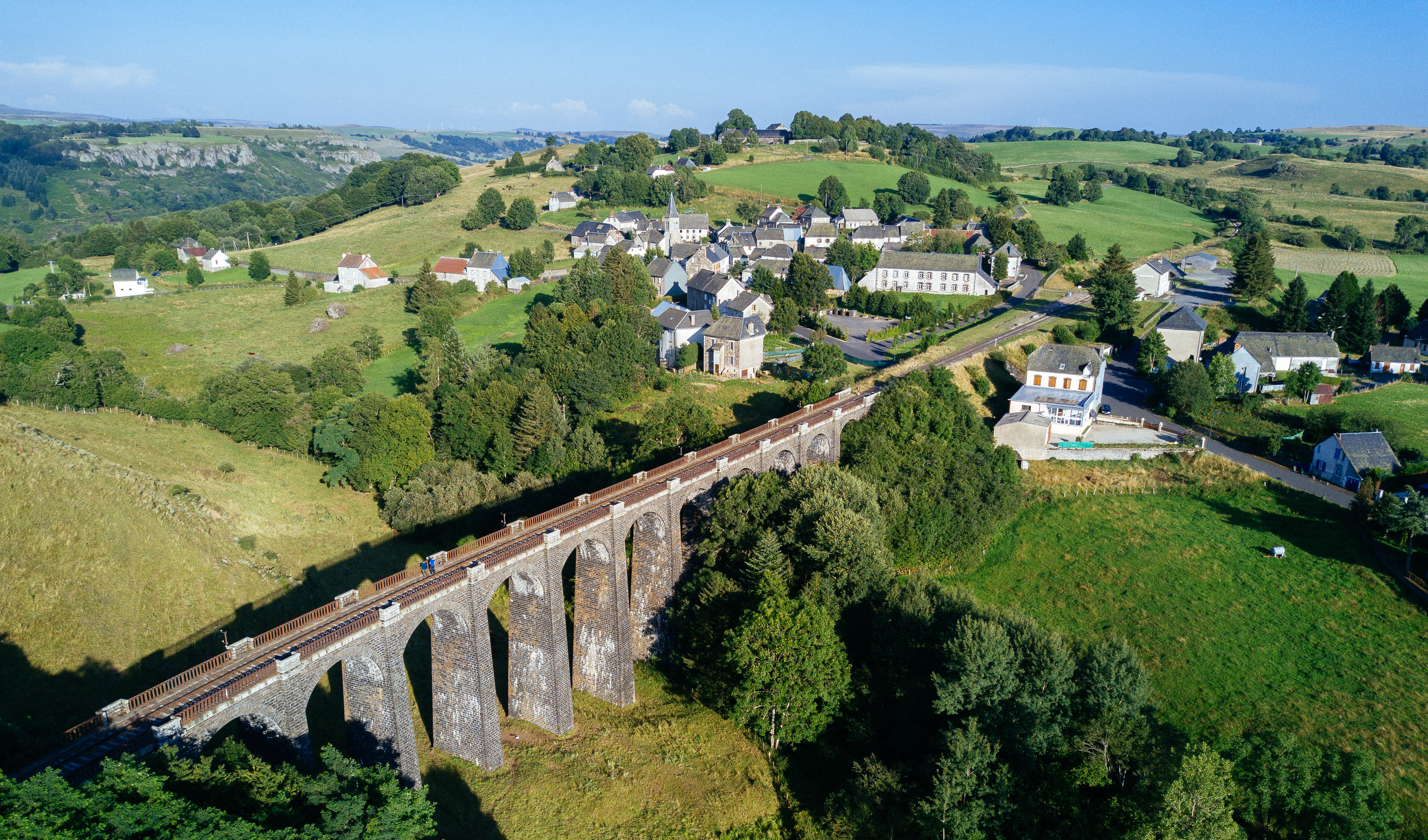
Le viaduc de Lugarde.